# Comté de Cumberland (Kentucky)
Pour les articles homonymes, voir Comté de Cumberland.
Le Comté de Cumberland est un comté de l'État du Kentucky, aux États-Unis, fondé en 1799. Il a été nommé d'après la rivière Cumberland  Son siège est basé à Burkesville.
C'est un dry county.

## Histoire
Le Comté de Cumberland a été fondé en 1799, 7 ans après que le Kentucky est devenu un État.